# Виланова (Венеција)
Виланова је насеље у Италији у округу Венеција, региону Венето.
Према процени из 2011. у насељу је живело 130 становника. Насеље се налази на надморској висини од 10 м.